# Atarba (Atarba) tatei
Atarba (Atarba) tatei is een tweevleugelige uit de familie steltmuggen (Limoniidae). De soort komt voor in het Neotropisch gebied.